# Hydractinia carolinae
Hydractinia carolinae är en nässeldjursart som beskrevs av John Fraser 1912. Hydractinia carolinae ingår i släktet Hydractinia och familjen Hydractiniidae. Inga underarter finns listade i Catalogue of Life.